# Debra Marshall
Debra Gale Marshall (2 de marzo de 1960) es una actriz, exmánager de lucha libre profesional y luchadora profesional estadounidense. Sin duda es más conocida por su nombre en el ring, Debra, ella ganó reconocimientos por sus apariciones en la World Wrestling Federation (WWF), entre 1998 y 2002.
Comenzó su carrera en la lucha libre profesional en 1996, acompañando a su marido Steve "Mongo" McMichael al ring en la World Championship Wrestling (WCW). Se unió a la WWF en 1998, donde dirigió el tag team de Jeff Jarrett y Owen Hart. En 1999, ganó el Campeonato Femenino de la WWF de Sable en un Evening Gown match. Más tarde apareció en la pantalla con su segundo esposo, Stone Cold Steve Austin hasta 2002, cuando el dúo dejó la compañía. Además de su carrera de lucha, Marshall ha tenido pequeños papeles de actuación y anteriormente participó en concursos de belleza.

## Vida personal
El matrimonio de Marshall con el antiguo alumno de la National Football League y luchador profesional Steve McMichael duró diez años. La madre de McMichael, a quien conoció Marshall en un avión, estableció su primera reunión como una cita a ciegas. Se divorciaron el 12 de octubre de 1998.

## Carrera

### World Wrestling Federation/Entertainment (1998–2002)
En 1998, Marshall se reunió con Jarrett en la WWF. Al principio de su carrera en WWF, fue conocida simplemente como Debra, ella jugó el papel de una astuta mujer de negocios, con traje de negocios.
La estrategia ayudó a Jarrett y Hart socio derrotar a El Big Boss Man y Ken Shamrock para convertirse en Campeones del Mundo por equipos en enero de 1999. En febrero 15 Debra tuvo su primera lucha en la WWF donde ella y Jarrett vencieron a DLo Brown y Ivory en una pelea por equipos, el 1 de marzo de 1999 Debra tuvo su primera lucha individual en contra de Ivory la cual perdió, debra peleo con mujeres luchador profesional de Marfil , y Jarrett y Hart retuvo el título de la etiqueta en una etiqueta partido contra los asociados de Ivory Mark Henry y D'Lo Brown en San Masacre de San Valentín . En marzo, el equipo perdió su etiqueta del título para el equipo de Kane y X Pac- . Como Debra ha seguido gestionando Jarrett y Hart, una historia potencial de desarrollo, donde Hart y Debra tendrían un romance , pero el equipo creativo vetó la idea antes de que se juega en la pantalla. A nombre del equipo también en las obras-Debra favorecer "el talento y la actitud" (T & A), pero Hart murió en mayo de 1999, a lo largo de los bordes . Más tarde, en el evento, Debra y Jarrett perdieron un partido por equipos mixtos contra Nicole Bass y Val Venis . 
El 1 de mayo debra tuvo una lucha contra Nicole Bass ya que Sable no quiso pelear la lucha fue un evening gown match el cual ganó Nicole, el 10 de mayo de 1999, Debra ganó el Campeonato Femenino de Sable en un encuentro vestido de noche . Por lo general, en un partido Vestido de noche, la mujer que la fuerza quita el vestido de su oponente gana. Debido a vestir Sable eliminado Debra, ella por lo tanto, debería haber sido el ganador. Comisionado Shawn Michaels, sin embargo, resolvió que consideraba a la mujer que había perdido su vestido de la ganadora, coronando Debra Campeona nuevo. Debra perdió el título femenino frente a Ivory el 14 de junio , debido a la interferencia de Nicole Bass.
En SummerSlam en 1999 Jarrett se enfrentan D'Lo Brown. Durante el partido, Debra, y el ex Brown etiqueta de equipo asociado Mark Henry interfirió en nombre de Jarrett, lo que le permitió ganar el Campeonato de Europa y el Campeonato Intercontinental . El la noche siguiente, Jarrett recibió Henry el título europeo y se le entregó a una asistente a Debra, Miss Kitty . En Unforgiven el 26 de septiembre, Debra encendido Jarrett y lo golpeó en la cabeza con una guitarra en el centro de su partido contra Chyna para el Campeonato Intercontinental. Chyna cubrió a Jarrett, pero el árbitro Tom Prichard revocó la decisión debido a la participación de Debra. Esto hizo que Debra hiciera equipo con Chyna donde vencieron a Jeff Jarrett y Tom Prichard.

#### Apariciones esporádicas (1999-2002)
Debra apareció esporádicamente a partir de entonces, pero participó en una mujer de ocho partidos de muerte súbita en Survivor Series en 1999, donde se asoció con The Fabulous Moolah , Mae Young , y Tori . Debra quedó fuera de la televisión mientras su marido nuevo Stone Cold Steve Austin recuperado de la cirugía del cuello. Ella apareció en abril de 2000, actuando como un anunciador invitado en Backlash . En el otoño de ese mismo año interpretó el papel del teniente comisario, el asistente del comisionado Mick Foley .
Mientras tanto, el matrimonio se incorporó en historias que aparecen en pantalla, y en un episodio de Raw, Stone Cold y Debra tomó Matt Hardy y Lita . Debra y Lita peleado fuera del ring hasta que Stone Cold cubrió a Hardy y ganó la lucha. Ella apareció de forma esporádica a partir de entonces, y dejó la compañía en junio de 2002 con Austin.

## Campeonatos y logros

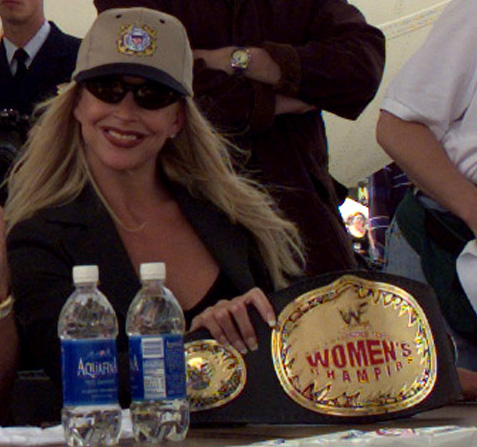
Debra como Campeona Femenina de la WWF.

- Pro Wrestling Illustrated
  - PWI Manager of the Year (1999)
  - PWI Woman of the Year (1999)

- World Wrestling Federation
  - WWF Women's Championship (1 vez)[6]

## Filmografía
| Película   | Película                                        | Película           | Película                                    |
| Año        | Película                                        | Papel              | Notas                                       |
| ---------- | ----------------------------------------------- | ------------------ | ------------------------------------------- |
| 1994       | The Texas Chainsaw Massacre: The New Generation | Cop At Bud's Pizza |                                             |
| 1999       | Beyond the Mat                                  | Ella misma         |                                             |
| 2006       | Just Another Romantic Wrestling Comedy          | Jennie/Dancer      |                                             |
| 2010       | Gathering of Heroes: Legend of the Seven Swords | Reina              |                                             |
| 2012       | Tengu: The Immortal Blade                       | Captain Lang       |                                             |
| Televisión |                                                 |                    |                                             |
| Año        | Título                                          | Papel              | Notas                                       |
| 1999       | Biography                                       | Ella misma         | Episodio: "The Life and Death of Owen Hart" |
| 1999       | Teen Choice Awards                              | Presentadora       |                                             |
| 2002       | Mad TV                                          | Ella misma         | Episodio: 7.15                              |
| 2002       | Weakest Link                                    | Ella misma         | Episodio: "WWF Superstars Edition 2"        |
| 2007       | Inside Edition                                  | Ella misma         |                                             |